# Alain Lebas
Alain Lebas (Nevers, Nièvre, 10 de novembro de 1953) é um ex-canoísta francês especialista em provas de velocidade.

## Carreira
Foi vencedor da medalha de prata em K-1 1000 m em Moscovo 1980.